# بوبا ويلز
بوبا ويلز (بالإنجليزية: Bubba Wells)‏ مواليد 26 يوليو 1974 في روسلفيل، هو لاعب كرة سلة أمريكي معتزل أصبح مدرباً مساعدا بدأ مسيرته الاحترافية في سنة 1997. تم اختياره من قبل فريق دالاس مافيريكس خلال الدرافت. يبلغ طوله 6 قدم 5 بوصة (2.0 م). اعتزل اللعب في 2005.

## روابط خارجية
- بوبا ويلز على موقع إن بي أي (الإنجليزية)
- بوبا ويلز على موقع سبورتس رفرنس (الإنجليزية)
- بوبا ويلز على موقع كرة السلة الأوروبية.كوم (الإنجليزية)
- بوبا ويلز على موقع كلية كرة السلة في سبورتس رفرنس.كوم (الإنجليزية)
- بوبا ويلز على موقع ريلجم (الإنجليزية)
- بوبا ويلز على موقع بروبوليرز (الإنجليزية)